# 1971年のアメリカンリーグチャンピオンシップシリーズ
1971年の野球において、メジャーリーグベースボール（MLB）のポストシーズンは10月2日に開幕した。アメリカンリーグの第3回リーグチャンピオンシップシリーズ（英語: 3rd American League Championship Series、以下「リーグ優勝決定戦」と表記）は、翌3日から5日にかけて計3試合が開催された。その結果、ボルチモア・オリオールズ（東地区）がオークランド・アスレチックス（西地区）を3勝0敗で下し、3年連続5回目のリーグ優勝およびワールドシリーズ進出を果たした。
レギュラーシーズンで100勝以上を挙げた球団どうしがリーグ優勝決定戦で対戦するのは、シリーズ開始3年目でこれが初めて。レギュラーシーズンでは両球団は11試合対戦し、オリオールズが7勝4敗と勝ち越していた。オリオールズは3連勝でリーグ優勝決定戦を突破したが、ワールドシリーズではナショナルリーグ王者ピッツバーグ・パイレーツに3勝4敗で敗れ、2年連続3度目の優勝を逃した。
オリオールズとアスレチックスは、1971年から1974年までの4年間で3度、リーグ優勝決定戦で対戦することとなる。その最初である今シリーズはオリオールズが制したが、シーズン終了後に両球団がそれぞれウインターミーティングで他球団とのトレードを成立させた結果、両球団の力関係は翌1972年以降に逆転した。アスレチックスは左腕投手ケン・ホルツマンを獲得して先発ローテーションを強化し、1972年からアメリカンリーグ、そしてワールドシリーズを3連覇する。これに対しオリオールズは中心打者フランク・ロビンソンを放出したため、1972年は外野陣が揃って打撃不振に陥り地区3位に沈む。続く1973年・1974年は地区優勝こそしたものの、いずれもリーグ優勝決定戦でアスレチックスに敗れた。

## 試合結果
1971年のアメリカンリーグ優勝決定戦は10月3日に開幕し、3日間で3試合が行われた。日程・結果は以下の通り。
| 日付                                                    | 試合  | ビジター球団（先攻）         | スコア   | ホーム球団（後攻）           | 開催球場                         | 開催球場                                                                   |
| ------------------------------------------------------- | ----- | ---------------------------- | -------- | ---------------------------- | -------------------------------- | -------------------------------------------------------------------------- |
| 10月02日（土）                                          | 第1戦 | 雨天順延                     | 雨天順延 | 雨天順延                     | メモリアル・スタジアム           | メモリアル・ · スタジアムオークランド・アラメダ・ · カウンティ・コロシアム |
| 10月03日（日）                                          | 第1戦 | オークランド・アスレチックス | 3－5     | ボルチモア・オリオールズ     | メモリアル・スタジアム           | メモリアル・ · スタジアムオークランド・アラメダ・ · カウンティ・コロシアム |
| 10月04日（月）                                          | 第2戦 | オークランド・アスレチックス | 1－5     | ボルチモア・オリオールズ     | メモリアル・スタジアム           | メモリアル・ · スタジアムオークランド・アラメダ・ · カウンティ・コロシアム |
| 10月05日（火）                                          | 第3戦 | ボルチモア・オリオールズ     | 5－3     | オークランド・アスレチックス | アラメダ・カウンティ・コロシアム | メモリアル・ · スタジアムオークランド・アラメダ・ · カウンティ・コロシアム |
| 優勝：ボルチモア・オリオールズ（3勝0敗 / 3年連続5度目） |       |                              |          |                              |                                  | メモリアル・ · スタジアムオークランド・アラメダ・ · カウンティ・コロシアム |

### 第1戦 10月3日
- メモリアル・スタジアム（メリーランド州ボルチモア）

|                              | 1 | 2 | 3 | 4 | 5 | 6 | 7 | 8 | 9 | R | H | E |
| ---------------------------- | - | - | - | - | - | - | - | - | - | - | - | - |
| オークランド・アスレチックス | 0 | 2 | 0 | 1 | 0 | 0 | 0 | 0 | 0 | 3 | 9 | 0 |
| ボルチモア・オリオールズ     | 0 | 0 | 0 | 1 | 0 | 0 | 4 | 0 | X | 5 | 7 | 1 |

1. 勝利：デーブ・マクナリー（1勝）
2. セーブ：エディ・ワット（1S）
3. 敗戦：ヴァイダ・ブルー（1敗）
4. 審判
［球審］ハンク・ソアー
［塁審］一塁: ラリー・ナップ、二塁: ルー・ディミュロ、三塁: ジェイク・オドネル
［外審］左翼: ロン・ルチアーノ、右翼: ビル・カンケル
5. 試合開始時刻: 東部夏時間（UTC-4）午後2時2分  試合時間: 2時間23分  観客: 4万2621人
詳細: MLB.com Gameday / Baseball-Reference.com

| オークランド・アスレチックス | オークランド・アスレチックス | オークランド・アスレチックス | オークランド・アスレチックス | オークランド・アスレチックス                                                                                | ボルチモア・オリオールズ | ボルチモア・オリオールズ | ボルチモア・オリオールズ | ボルチモア・オリオールズ | ボルチモア・オリオールズ                                                                                                   |
| ---------------------------- | ---------------------------- | ---------------------------- | ---------------------------- | --- | ------------------------ | ------------------------ | ------------------------ | ------------------------ | --- |
| 打順                         | 守備                         | 選手                         | 打席                         | V・ブルーD・ダンカンT・デービスD・グリーンS・バンドーB・キャンパネリスJ・ルディA・マングアールR・ジャクソン | 打順                     | 守備                     | 選手                     | 打席                     | D・マクナリーA・エチェバレンB・パウエルD・ジョンソンB・ロビンソンM・ベランガーM・レッテン · マンドP・ブレアーF・ロビンソン |
| 1                            | 遊                           | B・キャンパネリス            | 右                           | V・ブルーD・ダンカンT・デービスD・グリーンS・バンドーB・キャンパネリスJ・ルディA・マングアールR・ジャクソン | 1                        | 中                       | P・ブレアー              | 右                       | D・マクナリーA・エチェバレンB・パウエルD・ジョンソンB・ロビンソンM・ベランガーM・レッテン · マンドP・ブレアーF・ロビンソン |
| 2                            | 左                           | J・ルディ                    | 右                           | V・ブルーD・ダンカンT・デービスD・グリーンS・バンドーB・キャンパネリスJ・ルディA・マングアールR・ジャクソン | 2                        | 二                       | D・ジョンソン            | 右                       | D・マクナリーA・エチェバレンB・パウエルD・ジョンソンB・ロビンソンM・ベランガーM・レッテン · マンドP・ブレアーF・ロビンソン |
| 3                            | 右                           | R・ジャクソン                | 左                           | V・ブルーD・ダンカンT・デービスD・グリーンS・バンドーB・キャンパネリスJ・ルディA・マングアールR・ジャクソン | 3                        | 左                       | M・レッテンマンド        | 右                       | D・マクナリーA・エチェバレンB・パウエルD・ジョンソンB・ロビンソンM・ベランガーM・レッテン · マンドP・ブレアーF・ロビンソン |
| 4                            | 一                           | T・デービス                  | 右                           | V・ブルーD・ダンカンT・デービスD・グリーンS・バンドーB・キャンパネリスJ・ルディA・マングアールR・ジャクソン | 4                        | 右                       | F・ロビンソン            | 右                       | D・マクナリーA・エチェバレンB・パウエルD・ジョンソンB・ロビンソンM・ベランガーM・レッテン · マンドP・ブレアーF・ロビンソン |
| 5                            | 三                           | S・バンドー                  | 右                           | V・ブルーD・ダンカンT・デービスD・グリーンS・バンドーB・キャンパネリスJ・ルディA・マングアールR・ジャクソン | 5                        | 一                       | B・パウエル              | 左                       | D・マクナリーA・エチェバレンB・パウエルD・ジョンソンB・ロビンソンM・ベランガーM・レッテン · マンドP・ブレアーF・ロビンソン |
| 6                            | 中                           | A・マングアール              | 右                           | V・ブルーD・ダンカンT・デービスD・グリーンS・バンドーB・キャンパネリスJ・ルディA・マングアールR・ジャクソン | 6                        | 三                       | B・ロビンソン            | 右                       | D・マクナリーA・エチェバレンB・パウエルD・ジョンソンB・ロビンソンM・ベランガーM・レッテン · マンドP・ブレアーF・ロビンソン |
| 7                            | 捕                           | D・ダンカン                  | 右                           | V・ブルーD・ダンカンT・デービスD・グリーンS・バンドーB・キャンパネリスJ・ルディA・マングアールR・ジャクソン | 7                        | 捕                       | A・エチェバレン          | 右                       | D・マクナリーA・エチェバレンB・パウエルD・ジョンソンB・ロビンソンM・ベランガーM・レッテン · マンドP・ブレアーF・ロビンソン |
| 8                            | 二                           | D・グリーン                  | 右                           | V・ブルーD・ダンカンT・デービスD・グリーンS・バンドーB・キャンパネリスJ・ルディA・マングアールR・ジャクソン | 8                        | 遊                       | M・ベランガー            | 右                       | D・マクナリーA・エチェバレンB・パウエルD・ジョンソンB・ロビンソンM・ベランガーM・レッテン · マンドP・ブレアーF・ロビンソン |
| 9                            | 投                           | V・ブルー                    | 両                           | V・ブルーD・ダンカンT・デービスD・グリーンS・バンドーB・キャンパネリスJ・ルディA・マングアールR・ジャクソン | 9                        | 投                       | D・マクナリー            | 右                       | D・マクナリーA・エチェバレンB・パウエルD・ジョンソンB・ロビンソンM・ベランガーM・レッテン · マンドP・ブレアーF・ロビンソン |
| 先発投手                     | 先発投手                     | 先発投手                     | 投球                         | V・ブルーD・ダンカンT・デービスD・グリーンS・バンドーB・キャンパネリスJ・ルディA・マングアールR・ジャクソン | 先発投手                 | 先発投手                 | 先発投手                 | 投球                     | D・マクナリーA・エチェバレンB・パウエルD・ジョンソンB・ロビンソンM・ベランガーM・レッテン · マンドP・ブレアーF・ロビンソン |
| V・ブルー                    | V・ブルー                    | V・ブルー                    | 左                           | V・ブルーD・ダンカンT・デービスD・グリーンS・バンドーB・キャンパネリスJ・ルディA・マングアールR・ジャクソン | D・マクナリー            | D・マクナリー            | D・マクナリー            | 左                       | D・マクナリーA・エチェバレンB・パウエルD・ジョンソンB・ロビンソンM・ベランガーM・レッテン · マンドP・ブレアーF・ロビンソン |

### 第2戦 10月4日
- メモリアル・スタジアム（メリーランド州ボルチモア）

|                              | 1 | 2 | 3 | 4 | 5 | 6 | 7 | 8 | 9 | R | H | E |
| ---------------------------- | - | - | - | - | - | - | - | - | - | - | - | - |
| オークランド・アスレチックス | 0 | 0 | 0 | 1 | 0 | 0 | 0 | 0 | 0 | 1 | 6 | 0 |
| ボルチモア・オリオールズ     | 0 | 1 | 1 | 0 | 0 | 0 | 1 | 2 | X | 5 | 7 | 0 |

1. 勝利：マイク・クェイヤー（1勝）
2. 敗戦：キャットフィッシュ・ハンター（1敗）
3. 本塁打
BAL：ブルックス・ロビンソン1号ソロ、ブーグ・パウエル1号ソロ・2号2ラン、エルロッド・ヘンドリックス1号ソロ
4. 審判
［球審］ラリー・ナップ
［塁審］一塁: ジェイク・オドネル、二塁: ロン・ルチアーノ、三塁: ルー・ディミュロ
［外審］左翼: ビル・カンケル、右翼: ハンク・ソアー
5. 試合開始時刻: 東部夏時間（UTC-4）午後1時16分  試合時間: 2時間4分  観客: 3万5003人
詳細: MLB.com Gameday / Baseball-Reference.com

| オークランド・アスレチックス | オークランド・アスレチックス | オークランド・アスレチックス | オークランド・アスレチックス | オークランド・アスレチックス                                                                                  | ボルチモア・オリオールズ | ボルチモア・オリオールズ | ボルチモア・オリオールズ | ボルチモア・オリオールズ | ボルチモア・オリオールズ |
| ---------------------------- | ---------------------------- | ---------------------------- | ---------------------------- | --- | ------------------------ | ------------------------ | ------------------------ | ------------------------ | --- |
| 打順                         | 守備                         | 選手                         | 打席                         | C・ハンターD・ダンカンT・デービスD・グリーンS・バンドーB・キャンパネリスJ・ルディA・マングアールR・ジャクソン | 打順                     | 守備                     | 選手                     | 打席                     | M・クェイヤーE・ヘンドリックスB・パウエルD・ジョンソンB・ロビンソンM・ベランガーD・ビュフォードM・レッテンマンドF・ロビンソン |
| 1                            | 遊                           | B・キャンパネリス            | 右                           | C・ハンターD・ダンカンT・デービスD・グリーンS・バンドーB・キャンパネリスJ・ルディA・マングアールR・ジャクソン | 1                        | 左                       | D・ビュフォード          | 両                       | M・クェイヤーE・ヘンドリックスB・パウエルD・ジョンソンB・ロビンソンM・ベランガーD・ビュフォードM・レッテンマンドF・ロビンソン |
| 2                            | 左                           | J・ルディ                    | 右                           | C・ハンターD・ダンカンT・デービスD・グリーンS・バンドーB・キャンパネリスJ・ルディA・マングアールR・ジャクソン | 2                        | 二                       | D・ジョンソン            | 右                       | M・クェイヤーE・ヘンドリックスB・パウエルD・ジョンソンB・ロビンソンM・ベランガーD・ビュフォードM・レッテンマンドF・ロビンソン |
| 3                            | 右                           | R・ジャクソン                | 左                           | C・ハンターD・ダンカンT・デービスD・グリーンS・バンドーB・キャンパネリスJ・ルディA・マングアールR・ジャクソン | 3                        | 一                       | B・パウエル              | 左                       | M・クェイヤーE・ヘンドリックスB・パウエルD・ジョンソンB・ロビンソンM・ベランガーD・ビュフォードM・レッテンマンドF・ロビンソン |
| 4                            | 一                           | T・デービス                  | 右                           | C・ハンターD・ダンカンT・デービスD・グリーンS・バンドーB・キャンパネリスJ・ルディA・マングアールR・ジャクソン | 4                        | 右                       | F・ロビンソン            | 右                       | M・クェイヤーE・ヘンドリックスB・パウエルD・ジョンソンB・ロビンソンM・ベランガーD・ビュフォードM・レッテンマンドF・ロビンソン |
| 5                            | 三                           | S・バンドー                  | 右                           | C・ハンターD・ダンカンT・デービスD・グリーンS・バンドーB・キャンパネリスJ・ルディA・マングアールR・ジャクソン | 5                        | 中                       | M・レッテンマンド        | 右                       | M・クェイヤーE・ヘンドリックスB・パウエルD・ジョンソンB・ロビンソンM・ベランガーD・ビュフォードM・レッテンマンドF・ロビンソン |
| 6                            | 中                           | A・マングアール              | 右                           | C・ハンターD・ダンカンT・デービスD・グリーンS・バンドーB・キャンパネリスJ・ルディA・マングアールR・ジャクソン | 6                        | 三                       | B・ロビンソン            | 右                       | M・クェイヤーE・ヘンドリックスB・パウエルD・ジョンソンB・ロビンソンM・ベランガーD・ビュフォードM・レッテンマンドF・ロビンソン |
| 7                            | 捕                           | D・ダンカン                  | 右                           | C・ハンターD・ダンカンT・デービスD・グリーンS・バンドーB・キャンパネリスJ・ルディA・マングアールR・ジャクソン | 7                        | 捕                       | E・ヘンドリックス        | 左                       | M・クェイヤーE・ヘンドリックスB・パウエルD・ジョンソンB・ロビンソンM・ベランガーD・ビュフォードM・レッテンマンドF・ロビンソン |
| 8                            | 二                           | D・グリーン                  | 右                           | C・ハンターD・ダンカンT・デービスD・グリーンS・バンドーB・キャンパネリスJ・ルディA・マングアールR・ジャクソン | 8                        | 遊                       | M・ベランガー            | 右                       | M・クェイヤーE・ヘンドリックスB・パウエルD・ジョンソンB・ロビンソンM・ベランガーD・ビュフォードM・レッテンマンドF・ロビンソン |
| 9                            | 投                           | C・ハンター                  | 右                           | C・ハンターD・ダンカンT・デービスD・グリーンS・バンドーB・キャンパネリスJ・ルディA・マングアールR・ジャクソン | 9                        | 投                       | M・クェイヤー            | 左                       | M・クェイヤーE・ヘンドリックスB・パウエルD・ジョンソンB・ロビンソンM・ベランガーD・ビュフォードM・レッテンマンドF・ロビンソン |
| 先発投手                     | 先発投手                     | 先発投手                     | 投球                         | C・ハンターD・ダンカンT・デービスD・グリーンS・バンドーB・キャンパネリスJ・ルディA・マングアールR・ジャクソン | 先発投手                 | 先発投手                 | 先発投手                 | 投球                     | M・クェイヤーE・ヘンドリックスB・パウエルD・ジョンソンB・ロビンソンM・ベランガーD・ビュフォードM・レッテンマンドF・ロビンソン |
| C・ハンター                  | C・ハンター                  | C・ハンター                  | 右                           | C・ハンターD・ダンカンT・デービスD・グリーンS・バンドーB・キャンパネリスJ・ルディA・マングアールR・ジャクソン | M・クェイヤー            | M・クェイヤー            | M・クェイヤー            | 左                       | M・クェイヤーE・ヘンドリックスB・パウエルD・ジョンソンB・ロビンソンM・ベランガーD・ビュフォードM・レッテンマンドF・ロビンソン |

### 第3戦 10月5日
- オークランド・アラメダ・カウンティ・コロシアム（カリフォルニア州オークランド）

|                              | 1 | 2 | 3 | 4 | 5 | 6 | 7 | 8 | 9 | R | H  | E |
| ---------------------------- | - | - | - | - | - | - | - | - | - | - | -- | - |
| ボルチモア・オリオールズ     | 1 | 0 | 0 | 0 | 2 | 0 | 2 | 0 | 0 | 5 | 12 | 0 |
| オークランド・アスレチックス | 0 | 0 | 1 | 0 | 0 | 1 | 0 | 1 | 0 | 3 | 7  | 0 |

1. 勝利：ジム・パーマー（1勝）
2. 敗戦：ディエゴ・セギー（1敗）
3. 本塁打
OAK：レジー・ジャクソン1号ソロ・2号ソロ、サル・バンドー1号ソロ
4. 審判
［球審］ルー・ディミュロ
［塁審］一塁: ロン・ルチアーノ、二塁: ハンク・ソアー、三塁: ビル・カンケル
［外審］左翼: ジェイク・オドネル、右翼: ラリー・ナップ
5. 昼間試合  試合時間: 2時間49分  観客: 3万3176人
詳細: MLB.com Gameday / Baseball-Reference.com

| ボルチモア・オリオールズ | ボルチモア・オリオールズ | ボルチモア・オリオールズ | ボルチモア・オリオールズ | ボルチモア・オリオールズ                                                                                              | オークランド・アスレチックス | オークランド・アスレチックス | オークランド・アスレチックス | オークランド・アスレチックス | オークランド・アスレチックス                                                                                       |
| ------------------------ | ------------------------ | ------------------------ | ------------------------ | --- | ---------------------------- | ---------------------------- | ---------------------------- | ---------------------------- | --- |
| 打順                     | 守備                     | 選手                     | 打席                     | J・パーマーE・ヘンドリックスB・パウエルD・ジョンソンB・ロビンソンM・ベランガーD・ビュフォードP・ブレアーF・ロビンソン | 打順                         | 守備                         | 選手                         | 打席                         | D・セギーG・テナスM・エプ · スタインD・グリーンS・バンドーB・キャンパネリスA・マングアールR・マンデイR・ジャクソン |
| 1                        | 左                       | D・ビュフォード          | 両                       | J・パーマーE・ヘンドリックスB・パウエルD・ジョンソンB・ロビンソンM・ベランガーD・ビュフォードP・ブレアーF・ロビンソン | 1                            | 遊                           | B・キャンパネリス            | 右                           | D・セギーG・テナスM・エプ · スタインD・グリーンS・バンドーB・キャンパネリスA・マングアールR・マンデイR・ジャクソン |
| 2                        | 中                       | P・ブレアー              | 右                       | J・パーマーE・ヘンドリックスB・パウエルD・ジョンソンB・ロビンソンM・ベランガーD・ビュフォードP・ブレアーF・ロビンソン | 2                            | 中                           | R・マンデイ                  | 左                           | D・セギーG・テナスM・エプ · スタインD・グリーンS・バンドーB・キャンパネリスA・マングアールR・マンデイR・ジャクソン |
| 3                        | 一                       | B・パウエル              | 左                       | J・パーマーE・ヘンドリックスB・パウエルD・ジョンソンB・ロビンソンM・ベランガーD・ビュフォードP・ブレアーF・ロビンソン | 3                            | 右                           | R・ジャクソン                | 左                           | D・セギーG・テナスM・エプ · スタインD・グリーンS・バンドーB・キャンパネリスA・マングアールR・マンデイR・ジャクソン |
| 4                        | 右                       | F・ロビンソン            | 右                       | J・パーマーE・ヘンドリックスB・パウエルD・ジョンソンB・ロビンソンM・ベランガーD・ビュフォードP・ブレアーF・ロビンソン | 4                            | 一                           | M・エプスタイン              | 左                           | D・セギーG・テナスM・エプ · スタインD・グリーンS・バンドーB・キャンパネリスA・マングアールR・マンデイR・ジャクソン |
| 5                        | 捕                       | E・ヘンドリックス        | 左                       | J・パーマーE・ヘンドリックスB・パウエルD・ジョンソンB・ロビンソンM・ベランガーD・ビュフォードP・ブレアーF・ロビンソン | 5                            | 三                           | S・バンドー                  | 右                           | D・セギーG・テナスM・エプ · スタインD・グリーンS・バンドーB・キャンパネリスA・マングアールR・マンデイR・ジャクソン |
| 6                        | 三                       | B・ロビンソン            | 右                       | J・パーマーE・ヘンドリックスB・パウエルD・ジョンソンB・ロビンソンM・ベランガーD・ビュフォードP・ブレアーF・ロビンソン | 6                            | 左                           | A・マングアール              | 右                           | D・セギーG・テナスM・エプ · スタインD・グリーンS・バンドーB・キャンパネリスA・マングアールR・マンデイR・ジャクソン |
| 7                        | 二                       | D・ジョンソン            | 右                       | J・パーマーE・ヘンドリックスB・パウエルD・ジョンソンB・ロビンソンM・ベランガーD・ビュフォードP・ブレアーF・ロビンソン | 7                            | 捕                           | G・テナス                    | 右                           | D・セギーG・テナスM・エプ · スタインD・グリーンS・バンドーB・キャンパネリスA・マングアールR・マンデイR・ジャクソン |
| 8                        | 遊                       | M・ベランガー            | 右                       | J・パーマーE・ヘンドリックスB・パウエルD・ジョンソンB・ロビンソンM・ベランガーD・ビュフォードP・ブレアーF・ロビンソン | 8                            | 二                           | D・グリーン                  | 右                           | D・セギーG・テナスM・エプ · スタインD・グリーンS・バンドーB・キャンパネリスA・マングアールR・マンデイR・ジャクソン |
| 9                        | 投                       | J・パーマー              | 右                       | J・パーマーE・ヘンドリックスB・パウエルD・ジョンソンB・ロビンソンM・ベランガーD・ビュフォードP・ブレアーF・ロビンソン | 9                            | 投                           | D・セギー                    | 右                           | D・セギーG・テナスM・エプ · スタインD・グリーンS・バンドーB・キャンパネリスA・マングアールR・マンデイR・ジャクソン |
| 先発投手                 | 先発投手                 | 先発投手                 | 投球                     | J・パーマーE・ヘンドリックスB・パウエルD・ジョンソンB・ロビンソンM・ベランガーD・ビュフォードP・ブレアーF・ロビンソン | 先発投手                     | 先発投手                     | 先発投手                     | 投球                         | D・セギーG・テナスM・エプ · スタインD・グリーンS・バンドーB・キャンパネリスA・マングアールR・マンデイR・ジャクソン |
| J・パーマー              | J・パーマー              | J・パーマー              | 右                       | J・パーマーE・ヘンドリックスB・パウエルD・ジョンソンB・ロビンソンM・ベランガーD・ビュフォードP・ブレアーF・ロビンソン | D・セギー                    | D・セギー                    | D・セギー                    | 右                           | D・セギーG・テナスM・エプ · スタインD・グリーンS・バンドーB・キャンパネリスA・マングアールR・マンデイR・ジャクソン |